# Willi Gerwinn
Willi Gerwinn (* 6. August 1916 in Werl, Westfalen; † 21. August 2005) war ein deutscher Ministerialbeamter.

## Werdegang
Gerwinn leistete von 1935 bis 1937 Wehrdienst. Anschließend nahm er ein Studium der Rechtswissenschaften auf, das er 1939 wegen Einberufung zum Kriegsdienst unterbrechen musste. Nach Kriegsende setzte er sein Studium fort und schloss es 1947 ab. 1951 promovierte er zum Dr. jur.
Nach dreijährigem Vorbereitungsdienst im Oberlandesgerichtsbezirk Hamm wurde er 1950 Assessor beim Landgericht Hamm. Von 1950 bis 1951 war er beim Schulkollegium in Münster angestellt. 1951 wechselte er als Regierungsassessor in das Kultusministerium des Landes Nordrhein-Westfalen. Dort wurde er 1953 zum Regierungsrat, 1954 zum Oberregierungsrat, 1958 zum Regierungsdirektor, 1961 zum Ministerialrat, 1963 zum Leitenden Ministerialrat und 1966 zum Ministerialdirigenten ernannt. 1981 trat er in den Ruhestand.

## Ehrungen
- 1982: Großes Verdienstkreuz der Bundesrepublik Deutschland

## Schriften
- Entgeltliche Schuldverhältnisse aus einseitigem Rechtsgeschäft. Dissertation, Rechts- und staatswissenschaftliche Fakultät der Universität Münster vom 15. Dezember 1951, Münster 1952.